# Festung Vardøhus

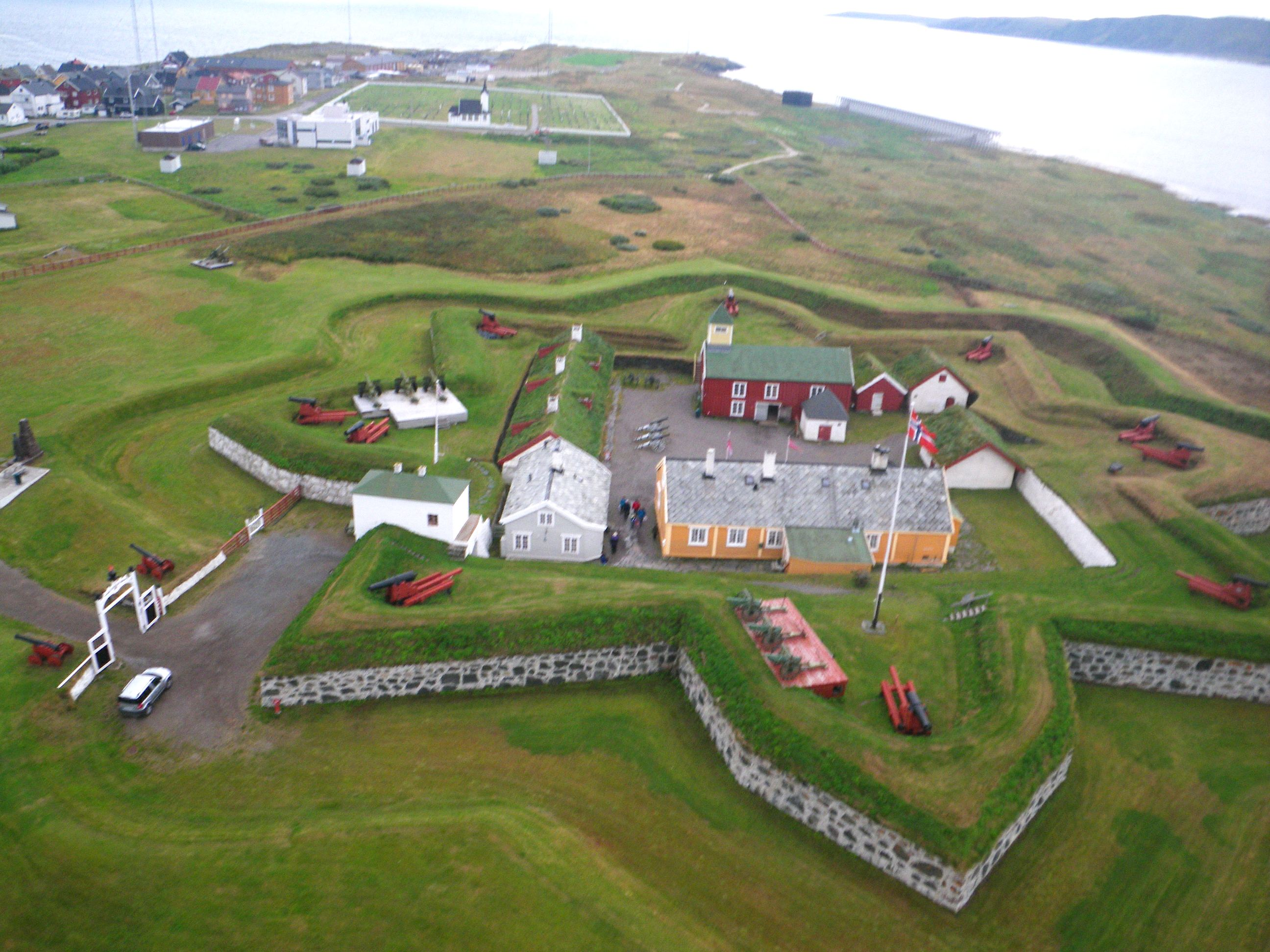
Luftaufnahme der Festung

Die Festung Vardøhus, norwegisch Vardøhus festning, ist die nördlichste und östlichste Festung Norwegens. Sie wurde von König Håkon V. um 1300 auf der Insel Vardøya errichtet. Sie diente der Wahrung der norwegischen Interessen an der Nordostpassage gegen Nowgorod.

## Geschichte
Die Festung ist die nördlichste Festung der Welt. Sie hat heute keine militärische Bedeutung mehr. Bislang hatte man als Fertigstellungszeit 1307 angenommen, als die Kirche in Vardø geweiht wurde. Neuere Ausgrabungen machen aber auch eine Fertigstellung um 1330 genauso wahrscheinlich.
1326 erhielt der dortige Vogt die Hälfte des kirchlichen Sechsjahreszehnts, der für einen Kreuzzug in den Osten, erhoben wurde, um damit einen Kampf gegen die Russen und Karelier zu führen. Im gleichen Jahr kam es zu einem Friedensvertrag zwischen Norwegen und Nowgorod, so dass der Krieg unterblieb. Aber das Geld erhielt die Kirche nie zurück. Wahrscheinlich wurde die Einnahme zum Bau der ersten Vardøfestung verwendet. Es handelte sich um ein viereckiges Areal 30 × 40 m mit einer 4 m hohen und 2 m dicken Mauer umgeben. Auf dem Areal befanden sich einige Gebäude und ein Brunnen.

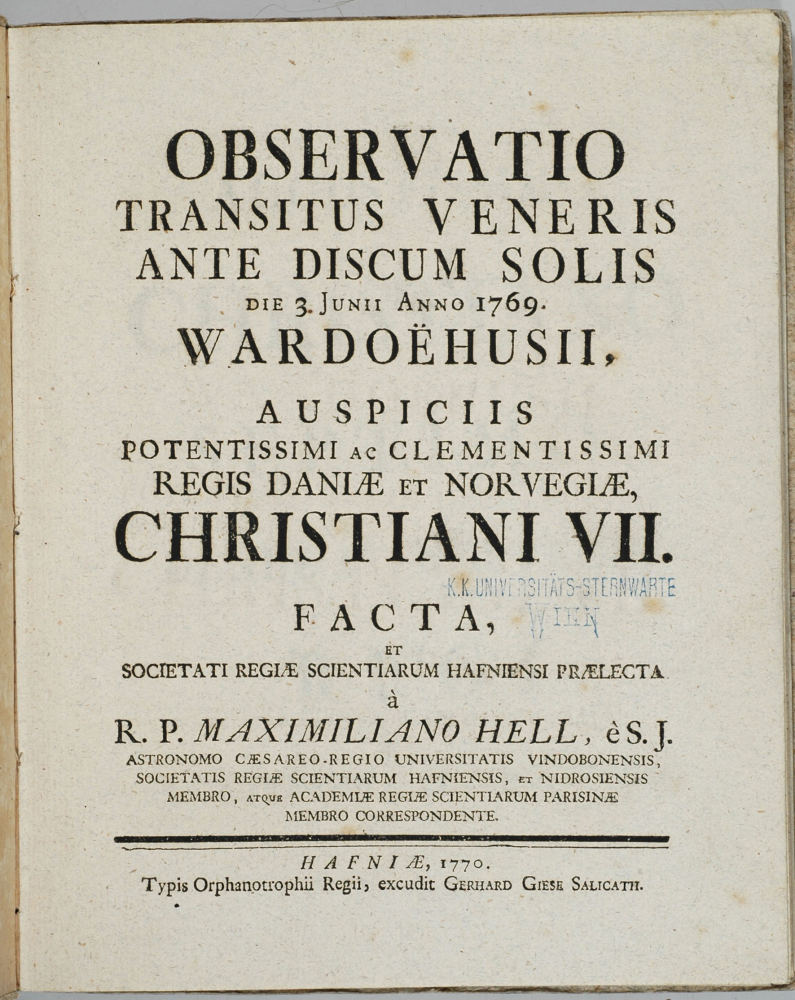
„Observatio transitus Veneris ante discum Solis“, 1770

Im 17. Jahrhundert fanden hier zahlreiche Hexenprozesse in Norwegen statt, und 77 Frauen und 14 Männer wurden auf dem Scheiterhaufen verbrannt. Seit 2011 erinnert das in der Nähe errichtete Hexenmahnmal an diese Opfer.
Die heutige Festung ist achteckig und wurde 1738 fertiggestellt. In dieser Festung befinden sich mehrere Gebäude, die alle vor 1825 errichtet wurden.
1769 errichtete der österreichische Jesuitenpater Maximilian Hell in der Festung ein Observatorium und führte erfolgreiche Beobachtungen des Venustransits durch, die dazu beitrugen, die Entfernung zwischen Erde und Sonne genauer einzugrenzen. Bald danach wurde das Observatorium wieder entfernt.
Die Festung enthielt das Kommandantengebäude, eine Arrestzelle, einen Kerker, ein Magazin, ein Brunnenhaus, ein Gebäude für das Ladegerät der Kanonen, ein Pulvermagazin, ein Gebäude für die Granaten, Salutbatterien und richtige Kanonen. Sie wurden im Frühjahr und Sommer 1940 zum Schutz der wichtigen Küsten-Radiostation Vardø-Radio eingesetzt. Sie wurde bombardiert und zerstört. Die Festung war die letzte Einheit Norwegens im Kriege, die die freie norwegische Flagge hisste. Sogar nach der Kapitulation Norwegens wagte es die Besatzung, wenn sich die deutschen Soldaten entfernt hatten, immer wieder, die Hakenkreuzflagge einzuholen und mit allerlei Entschuldigungen die norwegische Fahne zu hissen, bis die Geduld der Deutschen erschöpft war. Reichskommissar Josef Terboven fuhr persönlich nach Vardø und arrestierte den norwegischen Festungskommandanten. Am 1. November 1940 wurde die norwegische Flagge zum letzten Mal gehisst, dann erst wieder am 31. Oktober 1944, nachdem die sowjetischen Truppen die Deutschen vertrieben hatten.

## Heutige Nutzung
Heute dient die Festung als Schule für die Seestreitkräfte. Die Festung hat Salutpflicht. Sie ist die einzige Festung nördlich des Polarkreises, die einen Zwei-Schuss-Salut abfeuert, wenn von der Festung sichtbar erstmals im Jahr die Sonnenscheibe voll über dem Horizont steht. Dann haben alle Schüler schulfrei.
Das Festungsmuseum ist abhängig von der Jahreszeit täglich geöffnet.
Bis 2002 stand in der Festung der berühmteste, bestbewachte und meistfotografierte Baum Norwegens, ein Vogelbeerbaum. Er wurde im Winter eingepackt, hat aber die harten Winter nicht auf die Dauer überlebt und musste gefällt werden. 1995 wurden zwei neue Vogelbeerbäume am Eingang zum Haus des Kommandanten gepflanzt und 2004 ein weiterer an der Hausecke.

## Kommandanten der Festung
- John Cunningham (1619–1651)
- Oberstleutnant Carl Albert von Passau (Passow) (1739–1755)
- Major Peter Hanson With (Huid) (1755–1757)
- Jørgen Rosenkrantz (1757–1759)
- Major Conrad Henrich Ecklef (1759–1780)
- Major Otto Christian Rosenkrantz (1780–1785)
- Major Hartvig Segelcke (1786–1787)
- Major Hans Friderich Gemtze (Giemtze) (1788–1793)
- Stelle vakant von 1793 bis 1800
- Kapitän Trost (1802–1807)
- Kapitän Ole Brock (1808 – 24. Juni 1812)
- Kapitän Christian Hiorth (24. Juni 1812–1814)
- Kapitän Johan Frey (1814–1818)
- Leutnant Gottfried Pley (1818–1823)
- Leutnant Hermann Nicolai Scharfenberg (1823–1829)
- Leutnant Haldor Lykke (1829–1830)
- Leutnant Eilert Hegrem (1830–1832)
- Leutnant Reinert Ulfers (1832–1833)
- Leutnant Petter Heiberg Ross (1833–1838)
- Kapitän Paul Conradi (1839–1852)
- Kapitän C.F.W. Scharfenberg (1853–1859)
- Kapitän Nicolai Beichmann (1859–1865)
- Leutnant Hans Juell Borchgrevink (1865–1866)
- Kapitän J.A. William T. Apenes (1866–1868)
- Kapitän Carl Schultz (1868–1890)
- Kapitän V. Graf Lonnevig (1890–1894)
- Major Mauric. Cock Arnesen (1894–1914)
- Kapitän Olav Silvertsen (1914–1915)
- Major Axsel Fredrik Holter (1915–1934)
- Kapitän Johan B. Basilier (1935–1940)
- Kapitän (V) Ronald Rye Rynning (18. Juni 1940 bis 7. November 1940)
- Major Erik Presterud (1947–1955)
- Major H. Willoch (1955–1957)
- Kapitän Per Evensen (bis 1988)
- Kapitän Ivar Olaf Halse (bis Juni 2003)
- Kapitän Lasse Haughom (Juni 2003 – Juni 2005)
- Kapitän Lars Andreas Rognan (Juni 2005 – August 2008)
- Major Tor Arild Melby (seit August 2008)